# Вышгородский государственный историко-культурный заповедник
Вышгородский государственный историко-культурный заповедник (укр. Вишгородський державний історико-культурний заповідник) — историко-культурный заповедник национального значения в историческом городе Вышгороде; в IX—XII веках был резиденцией и второй после Киева столицей правителей Руси-Украины. Впервые Вышгород упоминается в летописи за 946 год. Главная административное здание заповедника расположено в наиболее древней каменной постройке города («Дом Клюквы») по адресу: ул. Школьная, 58, г. Вышгород (Киевская область, Украина).

## Задачи заповедника
Основными задачами заповедника являются:
- Осуществление мероприятий по охране и сохранению объектов культурного наследия, связанных с ними территорий и подвижных объектов, произведений монументального, изобразительного, декоративно-прикладного искусства;
- Научно-исследовательская, научно-методическая, информационная и культурно-просветительская работа с целью популяризации культурного наследия, духовного обогащения граждан;
- Разработка научно обоснованных предложений по режиму хранения и порядка использования объектов культурного наследия, находящихся на его балансе, обеспечения их содержания, защиты, сохранения и надлежащего использования;
- Осуществление мероприятий по надлежащему использованию земель историко-культурного назначения (территории памятников, охранных зон, заповедников, музеев, охраняемых археологических территорий);
- Проведение работы по выявлению, изучению, фиксации, составления учетной документации, классификации закрепленных за ним недвижимых объектов культурного наследия, связанных с ними территорий и подвижных предметов, произведений монументального, изобразительного, декоративно-прикладного искусства, подготовка документации для их государственной регистрации;
- Обеспечение на территории исторического ареала г. Вышгорода надлежащей защиты и содержание памятников археологии, которые являются государственной собственностью;
- Проведение экспозиционной работы; Проведение информационно-издательской деятельности, популяризации заповедного дела, проблем охраны и надлежащего содержания объектов культурного наследия, определение порядка реализации изготовленной печатной продукции;
- Организация и координация проведения научных исследований в заповеднике, привлечение к этому сотрудников других организаций;
- Осуществление международного сотрудничества, заключение соглашений с иностранными физическими и юридическими лицами в соответствии с законодательством;
- Принятие мер для развития инфраструктуры экскурсионного и рекреационного обслуживания на территории заповедника, предоставление платных услуг и установление цен на них, если иное не предусмотрено законодательством.

## История создания заповедника

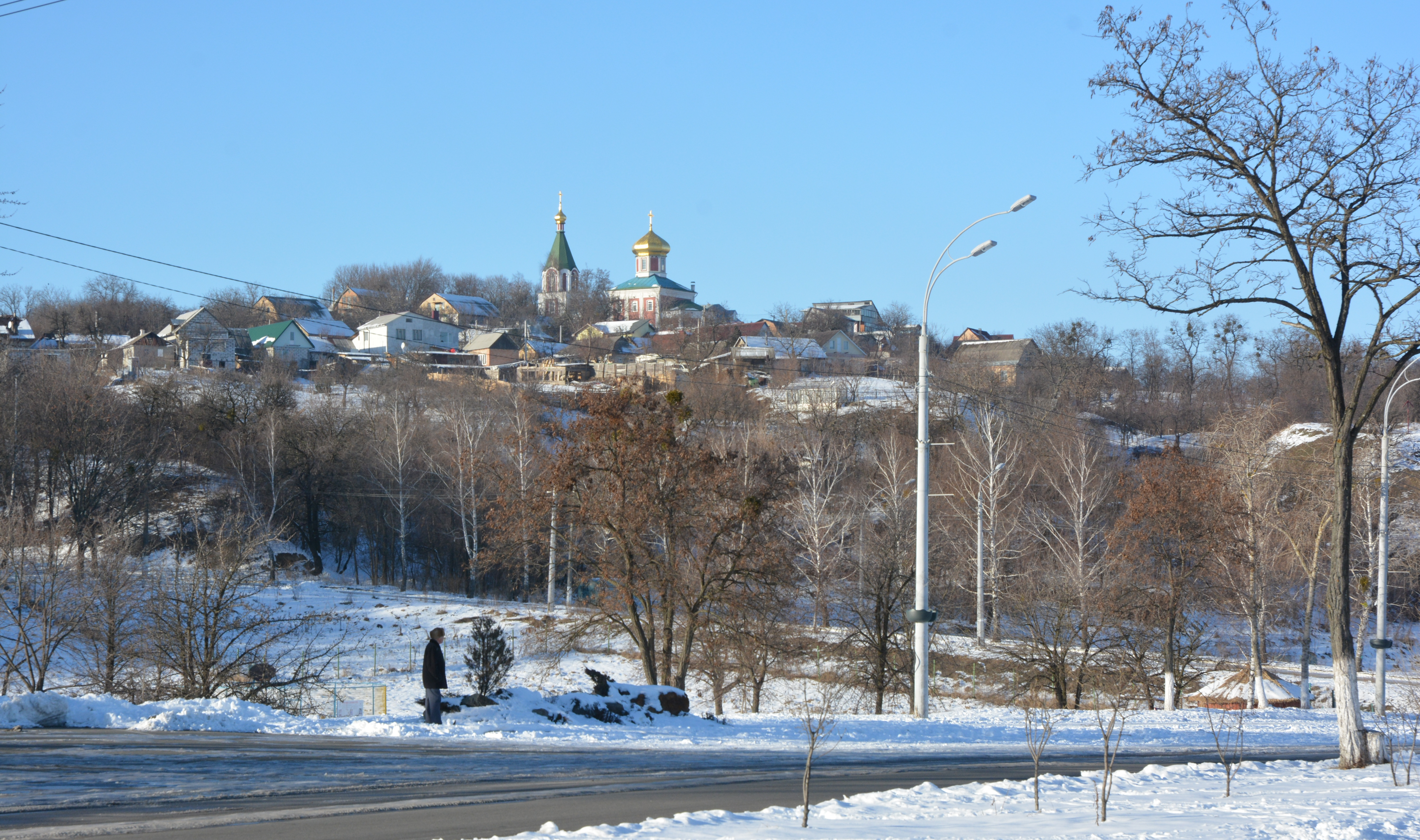
Ландшафт Вышгорода зимой.

Создание историко-культурного заповедника связано с работой Вышгородской археологической экспедиции Института истории материальной культуры (1934—1937 гг) под руководством Феодосия Молчановского. На совещании в июле 1934 было решено обращаться в государственные органы охраны с проектом защиты всего комплекса сооружений Межигорья, отдельные участки сделать заповедными. Не забывали и о конъюнктуре: считалось, что Вышгород будет привлекать «большое внимание историков и писателей в связи с проблемами истории г. Киева». Считалось также, что для выполнения задач экспедиции нужна «подготовка и концентрация лучших научных сил со всей Украины».
Производственное совещание по вопросам объявления территории городища заповедником состоялась 16 июля 1935. Усилия ученых и краеведов не оказались напрасными — 9 сентября 1935 территория древнего Вышгорода официальным постановлением была объявлена заповедной. Но после Второй мировой войны о заповеднике уже никто не вспоминал.
Современный Вышгородский историко-культурный заповедник был основан в 1994 году, согласно Указу Президента Украины и Постановлению Кабмина Украины. Первым директором был Виталий Николаевич Кушнирук. С осени 2016 заповедником руководит кандидат исторических наук Влада Литовченко.
В 2006 году открылся один из ведущих подразделений заповедника — Музей гончарства Руси-Украины.
Созданный в 1982 году, Вышгородский исторический музей является самым старым структурным подразделением государственного историко-культурного заповедника. В 2008 году он был реконструирован. В 2010 году в Государственный реестр недвижимых памятников Украины была внесена территория Исторического ландшафта древнерусского города Вышгорода (охор.№ 5899-Кв, Наказ Міністерства культури України від 21.12.2010 за № 1266/0/16-10. Разнообразная и хорошо сохранившаяся историческая среда занимает городскую гору. Кроме детинца Вышгородского городища она включает в себя застройку древних улиц Калнышевского и Межигорского Спаса, береговые склоны с прядью зеленых территорий. Исторический ареал Вышгорода воспринимается как целостное градостроительное ландшафтное образование. Этот миловидный пейзаж имеет колоссальную историческую и художественную ценность и требует бережного хранения, поскольку может быть нарушен даже незначительным вмешательством.

## Структура и экспозиции
Сейчас в составе Вышгородского государственного историко-культурного заповедника действуют следующие структурные подразделения: Отдел охраны памятников истории и культуры, Отдел археологии, Отдел фондов, Отдел тематических экспозиций, Научно-методический совет, а также:

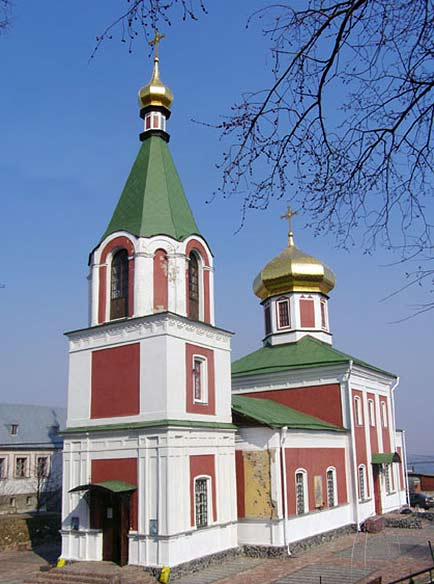
Храм Бориса и Глеба в Вышгороде.

- Музей гончарства (в помещении по улице Межигорского Спаса, 11) — знакомит с Вышгородом как со значительным историческим центром гончарных традиций — от времен Киевской Руси и до сегодняшнего дня. Сейчас в музее работает настоящий гончарный круг, а каждый четверг посетители могут пройти мастер-класс вместе с опытными гончарами и сделать себе тарелку, игрушку или что-то ещё — на память о посещении Вышгородского Музея гончарства;
- Вышгородский исторический музей (на первом этаже современного здания по адресу: ул. Грушевского, 1) — музейная экспозиция посвящена археологическому наследию Вышгородского района, начиная со времен палеолита. Посетители могут увидеть уникальный макет «Ольжиного града», услышать историю знаменитого казацкого Межигорского монастыря и полюбоваться копией иконы Вышгородской Божьей Матери.
- Археологическая экспедиция. На базе заповедника действует постоянная археологическая экспедиция, продолжаются археологические исследования. В 2013—2014 годах были проведены раскопки на улицах Межигорского Спаса и Старосельской. Было найдено гончарные печи, хозяйственные и жилые постройки гончаров Киевской Руси и многое другое. Раскопки вел заведующий отделом археологии Вышгородского заповедника Всеволод Ивакин вместе с учеными заповедника Андреем Оленичем и Дмитрием Бибиковым. Результаты археологических исследований можно отыскать в материалах международных и всеукраинских научных конференций, местной прессе.
- Заповедник имеет свое периодическое научное издание «Древности Вишгородщины».

## Конференции
Научные конференции, проведённые Вышгородским заповедником в 2016 году:
- Международная конференция «Экспериментальное моделирование древнерусских средств водного транспорта», которое проходит под эгидой международного проекта «Балтия — Причерноморье: реконструкция торговых связей». Организаторы: Международная Академия наук (Брюссель), Вышгородская районная государственная администрация, Вышгородский историко-культурный заповедник. 28 октября 2016, г. Вышгород, Киевская обл.
- Научно-практическая конференция «История и перспективы развития Вышгородского историко-культурного заповедника (к 80 — летию образования заповедной территории Вышгорода)». 3 ноября 2016, г. Вышгород.
- Научно-практическая конференция «Межигорская старина: популяризация и сохранение культурного наследия Вышгородщины». Организаторы: Управление культуры, национальностей и религий Киевской областной государственной администрации, Вышгородский историко-культурный заповедник, Издательство Олега Филюка. 23 ноября 2016, г. Вышгород, Киевской обл.